# Prangos latiloba
Prangos latiloba là một loài thực vật có hoa trong họ Hoa tán. Loài này được Korovin miêu tả khoa học đầu tiên.